# Браубах (объединённая община)
Браубах — объединённая община в районе Рейн-Лан земли Рейнланд-Пфальц,  в Германии. К объединённой общине Браубах относятся город Браубах и 4 местных общины. Управление находится в Браубахе.

## Члены объединённой общины
| - Браубах - Даксенхаузен - Фильзен - Камп-Борнхофен - Остерспай |

## Совет объединённой общины
Совет объединённой общины Браубах состоит из 24 избираемых членов и бургомистра, работающего на штатной основе в качестве председателя.
Распределение мест в Совете по итогам муниципальных выборов 7 июня 2009 года: СДПГ — 10, ХДС — 7, самовыдвиженцы — 7.